# فرانک پلاژ
فرانک پلاژ (انگلیسی: Frank Plagge؛ زادهٔ ۱۸ آوریل ۱۹۶۳) بازیکن فوتبال اهل آلمان است.
از باشگاه‌هایی که در آن بازی کرده‌است می‌توان به باشگاه فوتبال آینتراخت برانشوایگ و باشگاه فوتبال وولفسبورگ اشاره کرد.